# Тріштан да Кунья
Тріштáн да Кунья (порт. Tristão da Cunha; близько 1460 — близько 1540) — португальський мореплавець та дослідник. На початку XVI століття очолив одну з португальських Індійських армад, під час якої було відкрито острови, названі його іменем. 1514 року очолив португальське посольство до Папи Римського, доставив у Рим у подарунок Льву Х індійського слона і отримав від понтифіка для Португалії дарчу грамоту на всі країни, які португальською зброєю будуть відняті «у невірних».

## Біографія
Народився близько 1460 року в родині Нуно да Куньї та його дружини Катаріни де Альбукерке, дочки Луїса Альвареса Паїса та Терези де Альбукерке. Його сестра Жуана де Албукеркі стала дружиною Лопу Суаріша де Албергарія, третього губернатора Португальської Індії.

## 8-а португальська Індійська Армада
В 1504 році Тріштана да Кунью було призначено першим віцекоролем Португальської Індії, але він не зміг розпочати виконання цих функцій через тимчасові проблеми із зором, тож цю посаду обійняв Франсішку де Алмейда.
У квітні 1506 р. да Кунья відплив із Лісабону до Індії на чолі 8-ї португальської Індійської армади, що складалась з 21 корабля. Його двоюрідний брат по матері Афонсу де Албукеркі керував ескадроном із п'яти кораблів цього флоту, який пізніше відокремився від головної флотилії в Аравійському морі. Головною місією 8-ї Індійської армади було завоювання острова Сокотра та зведення там фортеці і морської бази, використовуючи яку португальці сподівались заблокувати арабську торгівлю з Індією через Червоне море.
Дорогою до Мису Доброї Надії експедиція в пошуках сприятливих західних вітрів відхилилась далеко на південний-захід і відкрила в Атлантичному океані, в 2.816 км від південноафриканського узбережжя групу невідомих островів, на які через погані погодні умови португальці не змогли висадитись. Однак Тріштан да Кунья назвав острови на свою честь (порт. Ilha de Tristão da Cunha) і згодом за ними закріпилась англізована версія назви острови Тристан-да-Кунья (англ. Tristan da Cunha Island).
У лютому 1507 року на о. Мозамбік флотилія зустріла португальську караку Флор-ду-Мар на чолі з капітаном Жуаном да Нова, яка через течії в корпусі мала проблеми з поверненням до Португалії. Да Кунья наказав своїм екіпажам допомогти відремонтувати Флор-ду-Мар та перевантажити його вантаж на інше судно, що поверталось до Португалії (під командуванням Антоніо де Салданья), і після успішного ремонту приєднав звільнений від вантажу корабель разом з його екіпажем та капітаном до своєї армади. Ані Флор-ду-Мар, ані Жуан де Нова вже ніколи не повернулися до Португалії.
У квітні 1507 року Тріштан да Кунья захопив о. Сокотра і побудував на ньому укріплення. Після цього кораблі 8-ї Індійської армади розділились. Основна частина флотилії на чолі з Тріштаном да Кунья направилась до Індії, а ескадра з 5 кораблів на чолі з Афонсу де Албукерке, в склад якої було включено і корабель Жуана да Нови, вирушила в рейд вздовж берегів Аравійського півострова і в серпні-жовтні 1507 року захопила на його узбережжі низку торгових міст — Кураят, Хор-Факкан, Маскат і Ормуз. Посварившись з Албукерке, з його ескадри втекли три кораблі, капітани яких після приходу до Індії обвинуватили останнього в некомпетентності й перевищенні повноважень, що врешті-решт призвело до тимчасового арешту Албукерке.
Основний флот 8-ї Армади на чолі з Тріштаном да Кунья прибув до Індії 27 серпня 1507 року, якраз вчасно, щоб звільнити від облоги португальську залогу в Каннурі, що на момент прибуття флотилії да Куньї знаходилась на межі поразки. Пізніше він допоміг віцекоролю Франсішку де Альмейді в розгромі флоту заморина у Калікуті в листопаді 1507 року. Після цього Тріштан да Кунья повернувся з флотом, завантаженим прянощами та іншими індійськими товарами до Португалії.

## Посольство до Папи Римського Лева X

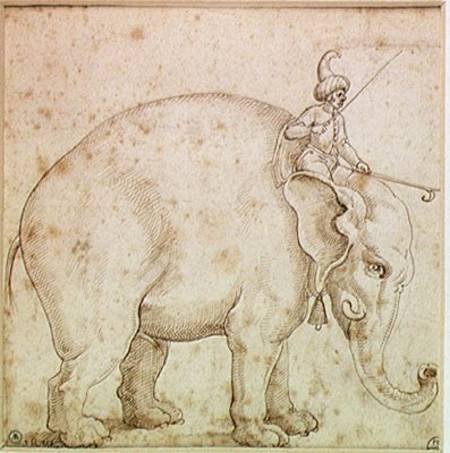
Слон Ханно і його погонич. Гравюра

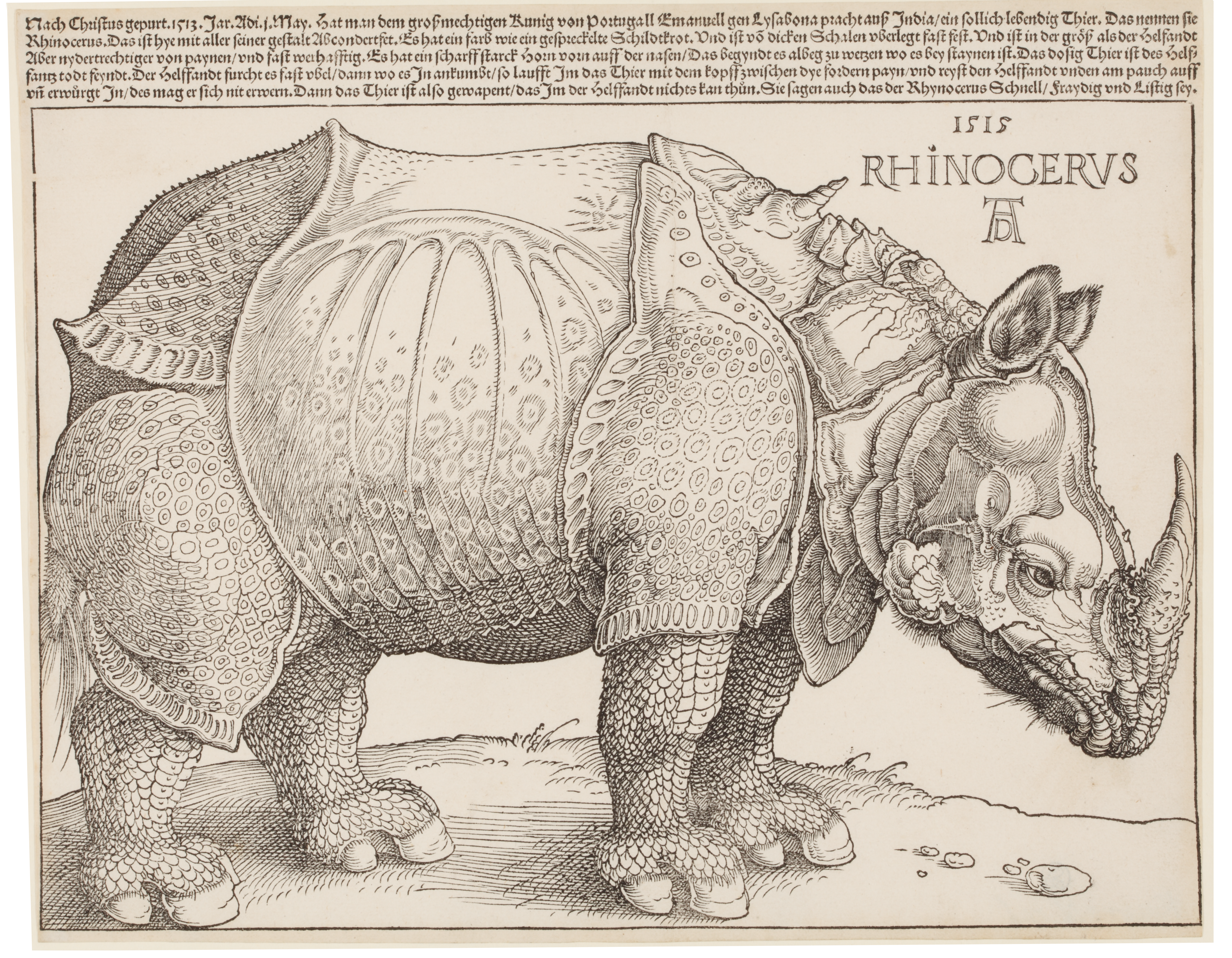
«Папський» носоріг. Дюрер, гравюра

Після повернення до Європи, у 1514 році Тріштана да Кунью відправлено послом від короля Мануеля I до Папи Римського Лева X для презентації нових завоювань Португальської імперії. Секретарем посольства був португальський поет і придворний історіограф Гарсія де Резенде.
Величезне розкішне посольство зі 140 осіб через Аліканте і Майорку прибуло до околиць Риму в лютому 1514 року. Посольство пройшло вулицями Риму 12 березня 1514 року екстравагантною ходою з екзотичними дикими тваринами, індійськими дивинками та учасниками, одягнутими в «індійському стилі». У процесії взяли участь слон Ханно та ще сорок два звірі, серед яких були два леопарди, пантера, кілька папуг, індиків (невідомі тоді в Європі) та рідкісні індійські коні. Ханно ніс на спині платформу зі срібла у формі замку, в якому знаходилась скриня із королівськими подарунками, що включали розшитий перлами та дорогоцінним камінням одяг та золоті монети, спеціально викарбувані з цього приводу. Папа прийняв процесію в замку Сант-Анджело. Слон тричі став перед папою на коліна, а потім за командою свого індійського махута (погонича), втягнув через хобот воду з відра і окропив нею натовп кардиналів.
Очікуючи на отримання папської булли, до 29 квітня 1514 року португальська делегація вичерпала свої кошти. Вдячний папа надіслав королю Мануелу дарчу грамоту на всі країни, які португальською зброєю будуть відняті «у невірних» і багаті подарунки. Король у відповідь надіслав папі повний корабель спецій, а згодом — корабель з індійським носорогом, надісланим султаном Гуджарата Музаффаром Шахом II. На жаль, на початку лютого 1516 року корабель з носорогом загинув у кораблетрощі під Генуєю. Однак, Альбрехт Дюрер, який ніколи його не бачив наживо, у своїх відомих гравюрах 1515 року дуже натуралістично заочно зобразив цього носорога з описів очевидців.
Тріштан да Кунья помер близько 1540 року. Його могила знаходиться в церкві Sra. da Encarnação в Ольхалво (поблизу Аленкера).

## Спадщина
Хоча Тріштан да Кунья так ніколи і не обійняв посаду віцекороля Індії, його син Нуну да Кунья (1487—1539) став у 1528 році 9-м губернатором португальської Індії.
Луїш де Камойнш увічнив Тріштана да Кунья в десятій пісні своєї поеми «Лузіади».